# دبلیو. مایکل بلومنتال
ورنر مایکل بلومنتال (Werner Michael Blumenthal) (متولد ۳ ژانویه ۱۹۲۶)، رهبر تجاری، اقتصاددان و مشاور سیاسی آمریکایی متولد آلمان است که از ۱۹۷۷ تا ۱۹۷۹ در حکومت رئیس‌جمهور جیمی کارتر، وزیر خزانه‌داری ایالات متحده بود.
بلومنتال در سال ۱۹۳۹ زمانی‌که سیزده ساله بود به سختی توانست همراه با خانوادهٔ یهودی خود از آلمان نازی فرار نماید. بلومنتال مجبور شد دورهٔ جریان جنگ دوم جهانی الی سال ۱۹۴۷ را در منطقهٔ گتوی شانگهای چین تحت اشغال ژاپن زندگی نماید. سپس به سانفرانسیسکو رفت و به کارهای عجیبی را شروع کرد تا بتواند مصارف مدرسهٔ خود را تأمین نماید. در کالج ثبت نام کرد و سرانجام با اخذ مدرک کارشناسی در رشتهٔ اقتصاد بین‌الملل از دانشگاه کالیفرنیا برکلی و دانشگاه پرینستون فارغ شد. در جریان حرفه‌اش، هم به بازرگانی و هم در خدمات عمومی فعالیت می‌کرد.
بلومنتال قبل انتصاب در سمت کابینهٔ رئیس‌جمهور جیمی کارتر، به یک رهبر موفق در تجارت تبدیل شده بود و کار و در سمت‌های اداری در دوره‌های ریاست‌جمهوری رئیس‌جمهور جان اف. کندی و لیندون جانسون، اجرای وظیفه کرده بود. بلومنتال به عنوان عضو دولت کارتر، در ساخت سیاست اقتصادی کمک کرد و در برقراری روابط مجدد با چین نقش داشت. بلومنتال پس از استعفا از سمت دولتی، رئیس و مدیر عامل اجرائی شرکت باروزیک و شرکت یونی‌سیس شد و هفده سال پس از آن رئیس موزه احیا شده، یهود برلین، تعیین شد. بلومنتال نویسندهٔ کتاب «دیوار نامرئی» (چاپ انتشارات کاونترپوینت، ۱۹۹۸) و کتاب از «آوارگی تا واشینگتن: خاطرات رهبری در قرن بیستم» (چاپ انتشارات اوورلوک، ۲۰۱۳) بود.

## اوایل زندگی
بلومنتال پسر رز والری (موسوم به مارکت) و ایوالد بلومنتال، در شهر ارانیبرگ جمهوری وایمار (شهر ارانیبرگ آلمان امروزی)، متولد شد. خانوادهٔ بلومنتال مالک یک مغازه لباس بود و از امکانات زندگی متوسط برخوردار بود. اجداد وی از قرن شانزدهم به بعد در شهر ارانیبرگ زندگی می‌کردند. در نتیجهٔ قوانین نورنبرگ (قانون حفاظت از نژاد و افتخار آلمانی) حزب نازی که در سال ۱۹۳۵ نافذ شد، خانوادهٔ بلومنتال از ترس جان خود تصمیم گرفتند که از آلمان فرار نمایند. بلومنتال از شب بلورین یا شب شیشه‌های شکسته یادآوری کرد، شب بلورین مجموعه حمله‌های هماهنگ علیه یهودیان و اموال آن‌ها بود که در ۹ ماه نوامبر سال ۱۹۳۸ در سراسر آلمان آغاز شد.
به وضوح به یاد دارم… زمانی‌را که آن‌ها آمدند و تمامی فروشگاه‌های یهودیان را نابود کردند. به یاد دارم که بزرگترین کنشت (پرستشگاه یهودیان) در برلین در آتش می‌سوخت و به یاد دارم که توسط کودکان یونیفورم دار کتک خورد.
در صبح یکی از روزها در ۱۹۳۸، اعضای گشتاپو یا سازمان پلیس مخفی نازی به زور وارد خانه وی شدند و پدرش را بدون هیچ دلیلی بازداشت کردند. پدرش را به اردوگاه کار اجباری بوخن‌والد که یکی از بزرگترین اردوگاه کار اجباری در آلمان بود، انتقال دادند، اردوگاهی که تخمیناً ۵۶٬۰۰۰ نفر که اکثراً یهودی بودند، سرانجام در آن به قتل رسیدند. مادرش عجالتاً تمامی مایملک خانواده را به فروش رسانید و موفق شد شوهر خود را رها سازد. به گفتهٔ استیفانی خواهر بزرگ بلومنتال، آن‌ها هیچ چارهٔ نداشتند مگر این‌که فروشگاه دیرینهٔ خود را به قیمت «عملاً ناچیز» به خانم مدیر فروشات خود بفروشند. استیفانی از آن‌روز چنین یادآوری می‌نماید: «مادرم اشک می‌ریخت ــ گریه مادرم بیشتر به علت این زیان نبود، بلکه به علت غیرعادلانه بودن آن بود، به این خاطر که کسی‌را که آموزش داده بودیم بلای جان ما شود و آنچه را که برایش بسیار زحمت کشیده بودیم، به {قیمت} ناچیز بدست آورد».